# Hermine Horiot
Hermine Horiot, född den 14 maj 1986 i Dijon, är en prisbelönt fransk cellist. Hon har delvis svenska rötter som hon delar med sin mor, författaren Françoise Lefèvre.

## Biografi
Hermine Horiot studerade cello från sex års ålder, studier som hon fortsatte vid femton års ålder vid Conservatoire national supérieur de musique de Paris.
Hon uppträder med Orchestre National Bordeaux Aquitaine och Orchestre de Bretagne som gästchefscellist. Dessutom arbetar hon regelbundet med Orchestre de Paris, Orchestre Philharmonique de Radio-France och Orchestre de Chambre d'Auvergne. Hon är inbjuden till festivaler som 1001 Notes-festivalen och Prades-festivalen och samarbetar med artister som Laurent Korcia, Cyprien Katsaris och Ferenc Vinzi. Hermine Horiot har spelat en Miremont-cello från 1874  . 
Då Hermines gammelmormor var svensk med sina rötter i Härnösand, inspirerades hon till att 2018 spela in en skiva med kompositörerna Jean Sibelius, Ingvar Lidholm, Pēteris Vasks, Nicklas Schmidt, Arne Nordheim och Arvo Pärt. Skivan Boréales var frukten av en fascination för tystnaden i snö som faller i norr. "Kunde en svensk gammelmormor, vars förnamn jag bär, också ha fört vidare lite av sin skandinaviska själ till mig? Sedan, genom livets vändningar, uppstod händelser, alltid slumpmässiga, men varje gång med dimensionen av verkliga möten: musik, resor, kollegor... Till och med min egen cello, hämtad hem från Sverige en dag i november 2014." .
Horiots nuvarande cello är tillverkad av violinmakaren Peter Westerlund.

## Diskografi
- Romance Oubliée med Ferenc Vizi[7]
- Boréales med nordiska kompositörer[8][9]

## Konserter
- 28 april 2016, Théâtre de l'union - CDN LIMOUSIN[10]

## Utmärkelser
Hermine Horiot vann första pris i Vatelot-Rampal-tävlingen, hon är vinnare av Juventusfestivalen 2012.